# Cyrtodactylus louisiadensis
Cyrtodactylus louisiadensis är en ödleart som beskrevs av  De Vis 1892. Cyrtodactylus louisiadensis ingår i släktet Cyrtodactylus och familjen geckoödlor. Inga underarter finns listade i Catalogue of Life.